# Terry Doran
Terry Doran (Liverpool, 14 dicembre 1939 – Londra, 19 aprile 2020) è stato un manager britannico che negli anni sessanta appartenne all'entourage dei Beatles, a cui dovette la notorietà.

## Biografia

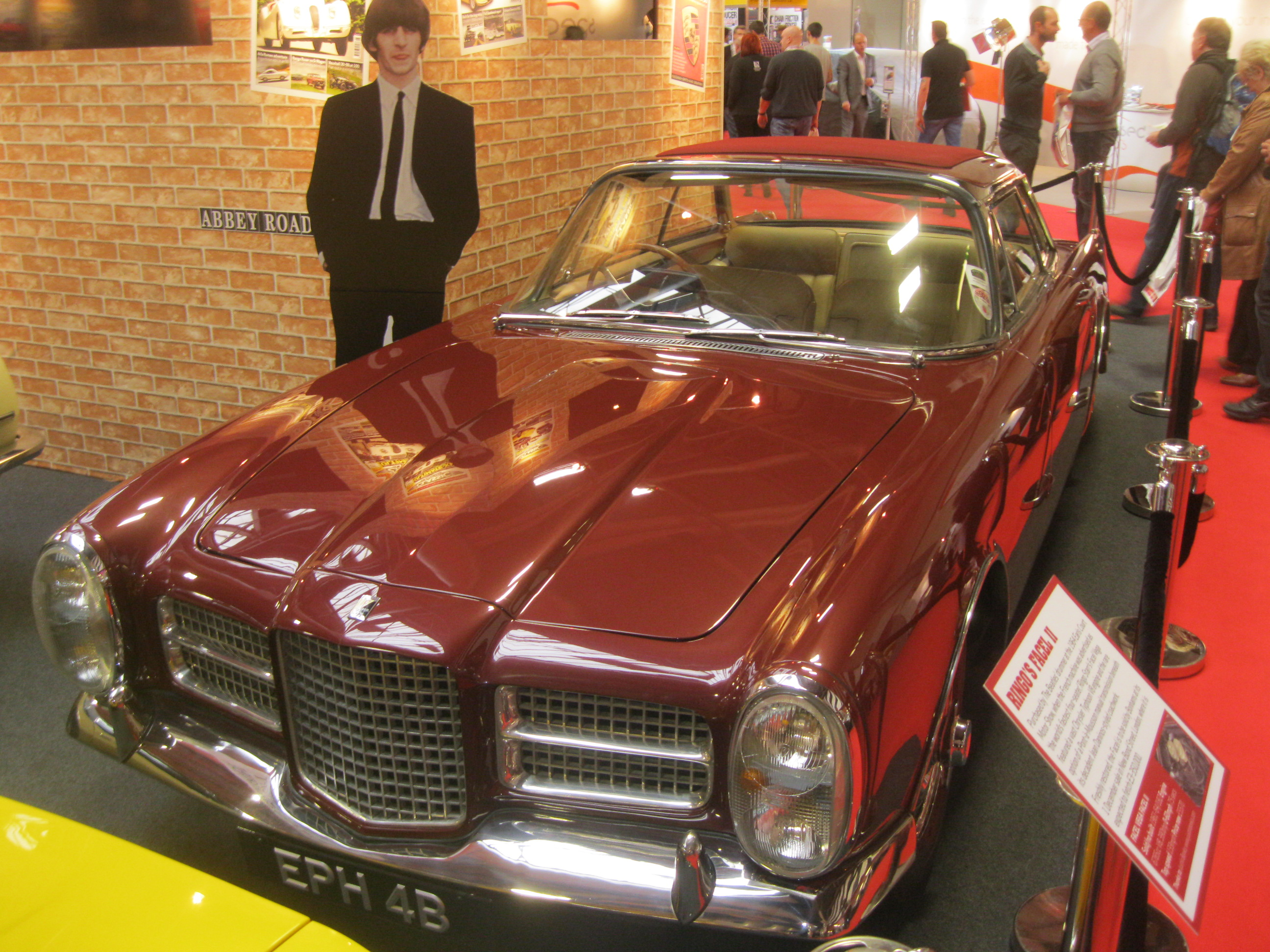
La Facel Vega appartenuta a Ringo Starr

Dopo avere frequentato un istituto professionale si dedicò alla vendita di automobili. Formava un terzetto affiatato assieme agli amici Geoffrey Ellis e Peter Brown. Quest'ultimo lo introdusse a Brian Epstein nel 1959 a Liverpool, e in seguito il futuro manager dei Beatles, sfruttando l'esperienza di Doran, decise di mettersi in affari con lui. Doran ed Epstein fondarono così la Brydor Autos, una società di vendita di automobili. Epstein comprò una Bentley col tetto decappottabile e una Mini Cooper; più avanti la ditta vendette ai Beatles molte delle loro vetture: una Ferrari e una Mini Minor a John Lennon, una Maserati e una Jaguar E a George Harrison, una Facel Vega, una Land Rover e due Mini comprate da Ringo Starr.
Attraverso queste transazioni, Doran entrò a far parte della ristretta cerchia di amici del Beatles dai tempi di Liverpool, quelli che Derek Taylor avrebbe in seguito beffardamente chiamato “i vecchi cortigiani”. Le casse della società divennero un forte richiamo per Epstein quando questi rimaneva a secco di contanti a seguito di ingenti perdite al gioco. Dopo aver attinto per un periodo alle risorse finanziarie della NMES, per non destare troppi sospetti si volse alla discrezione del socio per procurarsi il denaro necessario a coprire gli ammanchi.
Trasferitosi a Londra, si sistemò in un appartamento al 5 di Shepherd Street condividendolo col produttore radiofonico Bernie Andrews, e divenne compagno di avventure dei Beatles, in particolare di Harrison ma soprattutto di Lennon. Quest'ultimo un giorno era al volante della sua Ferrari lanciata a centoquaranta all'ora; per trascuratezza il guidatore perse il controllo del bolide e fu Doran, in quel caso al suo fianco, a evitare con una pronta manovra che l'auto si schiantasse. Più comunemente, stava accanto a Cynthia Powell e Pattie Boyd quando i rispettivi mariti erano impegnati nelle loro attività artistiche. Era per le due donne un premuroso compagno: fu a Kenwood accanto a Cynthia quando questa per la prima volta provò gli effetti dell'assunzione di LSD; in un'altra occasione fece da scudo a Pattie, proteggendola dall'assalto di alcune ammiratrici furiose.
Terry Doran, intenzionalmente o senza volere, fu anche protagonista di alcuni passaggi in tre brani dei Beatles. Sarebbe lui il “man from the motor trade” con cui fugge la ragazza nel brano She's Leaving Home (anche se questa teoria è smentita da Paul McCartney). A Kenwood, durante la composizione di With a Little Help from My Friends ispirò Paul McCartney con la lettura degli oroscopi. E fu lui a suggerire il verbo “fill” che Lennon non riusciva a trovare da anteporre a “the Albert Hall” nella strofa finale di A Day in the Life.
Pur non avendo alcuna esperienza nell'industria musicale – e men che meno nella editoria –, Doran venne scelto a ricoprire la carica di amministratore delegato della Apple Publishing. Non tutte le sue decisioni si rivelarono sensate, fra le quali quella di svendere il catalogo musicale di George Harrison a Terry Melcher, produttore dei Byrds. I primi artisti messi sotto contratto per la nuova casa di proprietà dei Beatles furono i Grapefruit, di cui Terry Doran divenne manager e dei quali produsse nel novembre 1967 il primo disco Dear Delilah. Fu incaricato di gestire anche Mary Hopkin, ma non fu un'esperienza felice poiché dopo qualche tempo la cantante gallese manifestò la propria insoddisfazione nei confronti del proprio manager.
Conclusa la parentesi con i Beatles, Terry Doran divenne l'assistente personale di George Harrison, alternando la propria residenza fra gli uffici della Dark Horse Records di Los Angeles e Friar Park, la splendida dimora inglese di Harrison immersa in un enorme parco. Divenne l'uomo di fiducia di Harrison che a un certo punto gli lasciò gestire il patrimonio immobiliare. Alla nascita di Dhani, venne rimosso dai suoi incarichi e allontanato; secondo bassi pettegolezzi, Harrison non voleva che il figlio crescesse a fianco di un omosessuale. Terry Doran ritornò alla sua prima attività di venditore di automobili.
È morto nell'aprile del 2020 a causa del Covid-19.

## Vita privata
Sposato dal 1970, ebbe quattro figli. 